# Carcharias
Carcharias is een geslacht van kraakbeenvissen uit de familie van de tijgerhaaien (Odontaspididae).

## Soorten
- Carcharias taurus Rafinesque, 1810 – Zandtijgerhaai
- Carcharias tricuspidatus Day, 1878 – Indiase zandtijgerhaai